# Sylinský potok
Sylinský potok je menší vodní tok v Benešovské pahorkatině, pravostranný přítok Stěžovského potoka v okrese Příbram ve Středočeském kraji. Délka toku měří 2 km.

## Průběh toku
Potok pramení východně od Radětic pod kopcem Sylina (548 m) v nadmořské výšce 509 metrů a teče převážně východním směrem. Potok protéká vesnicí Dalskabáty, která je součástí obce Smolotely, a zprava přijímá menší bezejmenný potok. Za vsí se Sylinský potok zprava vlévá do Stěžovského potoka v nadmořské výšce 447 metrů. 